# Waalwijk
Waalwijk (brabançó Wólluk) és un municipi de la província del Brabant del Nord, al sud dels Països Baixos. L'1 de gener del 2009 tenia 45.660 habitants repartits sobre una superfície de 67,72 km² (dels quals 3,01 km² corresponen a aigua). Limita al nord amb Werkendam i Aalburg, a l'oest amb Geertruidenberg, a l'est amb Heusden i al sud amb Dongen i Loon op Zand. 	 	

## Centres de població
- Capelle
- Vrijhoeve-Capelle
- Sprang
- Waalwijk
- Waspik

## Ajuntament
- PvdA 6 regidors
- CDA 4 regidors
- Plaatselijk Burger Initiatief 3 regidors
- VVD 3 regidors
- ChristenUnie 3 regidors
- Groenlinksaf 2 regidors
- Gemeentebelangen 2 regidors
- Werknemersbelangen 2 regidors
- De Acht Kernen 2 regidors
- Algemeen Belang Lijst Brouwer 1 regidor
- SGP 1 regidor

## Fills il·lustres
- Martinus J.G. Veltman (1931 -) físic, Premi Nobel de Física de l'any 1999.
- Elizabeth Cooymans (1920-2018), soprano i professora de cant.